# Киссимми
Ки́ссимми (англ. Kissimmee) — город на юго-востоке США, в центре американского штата Флорида, южный пригород Орландо, входит в его агломерацию. Расположен в округе Осиола у озера Тогопикалига.
Население собственно города — 62 632 человека (2009 год), конурбации Орландо — Делтона — Дейтона-Бич имеет общее население в 2 747 614 человек (2009 год).

## История
Город Киссимми был основан в 1883 году.
13 августа 2004 года ураган «Чарли» прошёлся по городу с порывами в 160 км/час, разрушив некоторые здания. Тогда через три недели 28 августа город пострадал от урагана «Фрэнсис» и впоследствии — от урагана «Дэнни».
Центр города расположен у перекрестка шоссейных дорог 17/92 и 192. В 15 минутах на машине от города находится Орландский международный аэропорт. Город планируется связать лёгким метро Санрейл с Орландо и дальше с Ди-Ландом в 2013—2015 годах.
На развитие города повлияло открытие в 1971 году неподалёку от Киссими парка Walt Disney World.
В 2008 году город был награждён премией «All-America City Award» (с англ. — «Всеамериканский город») присуждаемой Национальной гражданской лигой, которую неофициально называют «Нобелевской премией за конструктивное гражданство» и которая выдается за активную гражданскую позицию жителей некорпоративных сообществ Соединённых Штатов в жизни местного самоуправления. 
В 2017 году в Кассимми проходили съёмки удостоенного большого количества международных и национальных премий фильма «Проект „Флорида“» режиссёра Шона Бейкера с Бруклин Принс в главной роли.